# Salzburger Landestheater

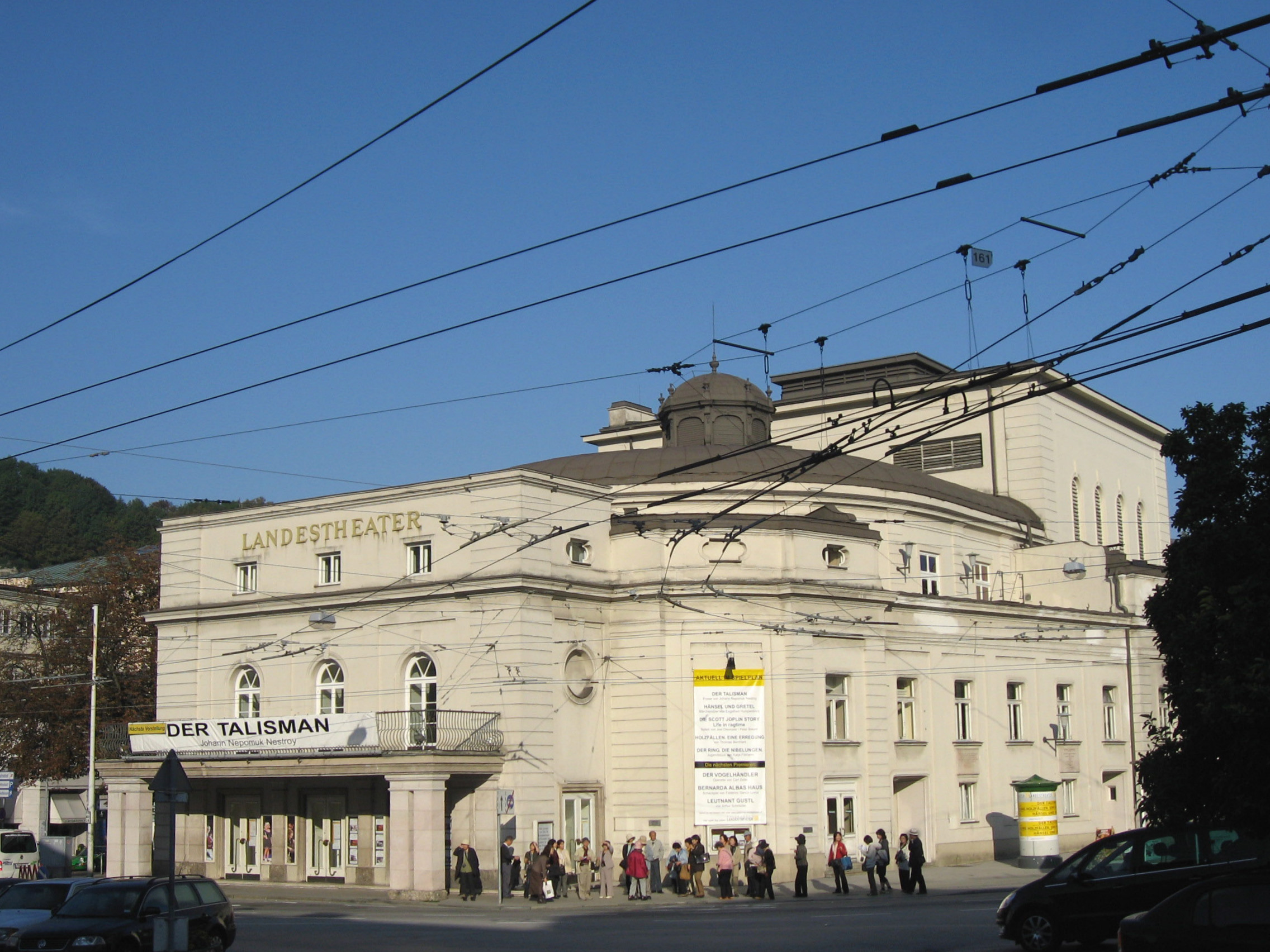
El Salzburger Landestheater (2007)

El Salzburger Landestheater es un teatro de Salzburgo (Austria) con una compañía propia para espectáculos y teatro (ópera, opereta, musical). El edificio, con 697 plazas de asientos, se utiliza también en verano durante el Festival de Salzburg para representaciones de espectáculos así como para escenificaciones de óperas.
El edificio se considera monumento protegido y está dentro del centro histórico de la ciudad de Salzburgo, que es patrimonio de la Unesco.

## Historia

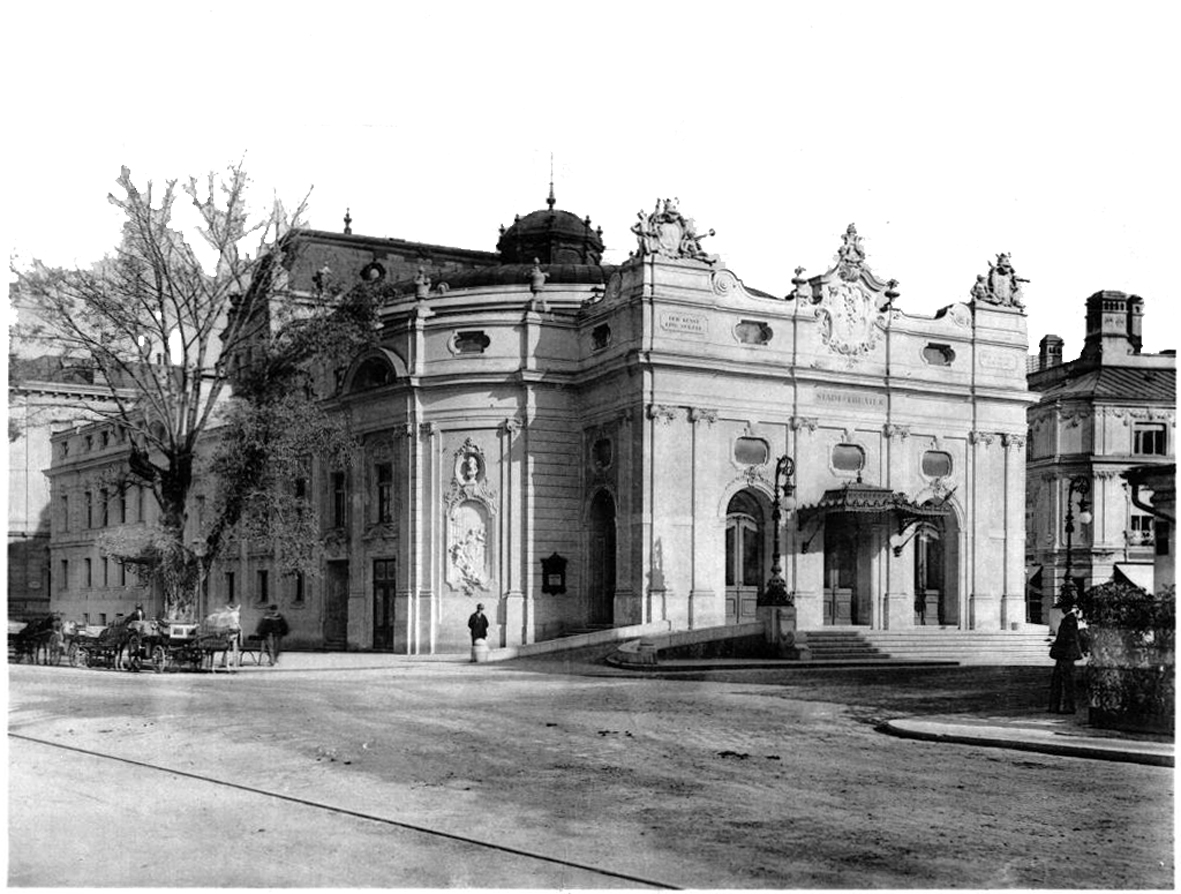
Stadttheater Salzburg, construido por Fellner und Helmer (Imagen tomada entre 1893 y 1900)

En 1775 ordenó el príncipe-arzobispo Hieronymus von Colloredo, a pesar de la fuerte resistencia del alcalde de Salzburg Ignatz Anton von Weiser, demoler la casa para el juego de pelota que había construido en 1625 el príncipe-arzobispo Paris von Lodron con „la finalidad de servir para el juego de pelota, estimado por todos" en la plaza de Aníbal (hoy plaza del mercado), y construir en su lugar un teatro para la corte del arzobispo. En ese tiempo estaba ubicado directamente en el paseo de la orilla del río Salzach. Se abrió con la protección del príncipe por Christian Heinrich Schmid. Aquel teatro resultó pronto muy pequeño y fue ya en 1788 construido de nuevo.
A partir de 1803 se llamó Teatro del príncipe elector", y a partir de 1808 Teatro Nacional Imperial. En 1809 estuvo Salzburg durante un poco tiempo bajo administración francesa y en 1810 fue provincia bávara. En aquel tiempo el teatro se llamaba Teatro Nacional Real. En 1892 el teatro pasó a ser propiedad del ayuntamiento de la ciudad y fue demolido por deficiencias de seguridad. La última representación teatral tuvo lugar el 11 de abril de 1892 y fue la obra en cuatro actos Crisis", de Eduard von Bauernfeld.
El despacho de arquitectos vienés Büro Fellner & Helmer diseñó de 1892 a 1893 un nuevo edificio en estilo neobarroco, que fue inaugurado durante la tarde del 1 de octubre de 1893, como Nuevo Teatro de la Ciudad en presencia del archiduque Luis Víctor de Austria. Para la inauguración se tocó la obertura de la ópera de Mozart La Clemenza di Tito, seguida de un prólogo de la obra teatral de Josef Kollmenn y Ludwig Fulda El Talismán. En 1924 el edificio fue renovado y entre 1938 y 1939 totalmente reconstruido por Josef Holzinger y Paul Geppert. El 7 de agosto de 1939 fue de nuevo abierto (en el marco del Festival de Salzburg) con la ópera Die Entführung aus dem Serail de Mozart (Director: Karl Böhm) Desde 1940 el teatro se llama Landestheater. En los años 2003 y 2004 el teatro fue completamente renovado.